# Eddie Laughton
Eddie Laughton (20 de junio de 1903 - 21 de marzo de 1952) fue un actor de origen británico que desarrolló su carrera en los Estados Unidos. 

## Biografía
Nacido en Sheffield, Inglaterra (Reino Unido), Laughton actuó en más de 200 filmes entre 1935 y 1952. 
Laughton dejó su Inglaterra natal para labrarse una carrera como actor en Hollywood, empezando a trabajar en el vodevil y, según una biografía de Larry Fine, de Three Stooges (Los tres chiflados), dirigir un teatro de vodevil en el que había trabajado Fine con anterioridad.
Laughton consiguió un contrato con Columbia Pictures en 1935, actuando en diversos largometrajes, cortos y seriales de la compañía a lo largo de las décadas de 1930 y 1940.
Los espectadores actuales recordarán a Laughton por su papel de "Percy Pomeroy convicto nº 41144" en la comedias de Los tres chiflados So Long Mr. Chumps y Beer Barrel Polecats, o como el borracho de Loco Boy Makes Good. Laughton fue un excelente actor todo terreno, útil tanto para papeles de bueno como de malvado (él y el actor de la Columbia John Tyrrell compartían muchas escenas.) Laughton fue también un convincente comediante, interpretando a un noble francés en el film de Buster Keaton She's Oil Mine, y a un cazador inglés en la película de Los tres chiflados In the Sweet Pie and Pie.
Además de sus papeles en los cortos de Los Tres Chiflados, Laughton trabajaba con ellos en sus actuaciones personales, interpretando al personaje serio complementario y víctima de las burlas de los cómicos.
Eddie Laughton falleció a causa de una neumonía en 1952, en Hollywood, California, dos meses después de la muerte del Chiflado Curly Howard a causa de un accidente cerebrovascular. Ambos tenían 48 años de edad. Laughton fue enterrado en el Cementerio de Holy Cross de Culver City, California.

## Filmografía seleccionada
- The Perils of Pauline (1947)
- Beer Barrel Polecats (1946)
- Busy Buddies (1944)
- Idle Roomers (1944)
- Three Smart Saps (1942)
- Alias Boston Blackie (1942)
- Loco Boy Makes Good (1942)
- The Boogie Man Will Get You (1942)
- In the Sweet Pie and Pie (1941)
- Meet Boston Blackie (1941)
- So Long Mr. Chumps (1941)
- You Nazty Spy! (1940)
- Girls of the Road (1940)
- Oily to Bed, Oily to Rise (1939)
- We Want Our Mummy (1939)
- No Time to Marry (1938)
- 3 Dumb Clucks (1937)
- Slippery Silks (1936)
- A Pain in the Pullman (1936)
- Three Little Beers (1935)